# Anna Ewers
Anna Ewers (Friburgo in Brisgovia, 14 marzo 1993) è una modella tedesca.

## Biografia
È stata scoperta nel 2013 dallo stilista Alexander Wang vedendo una sua foto su un blog, e facendone la sua musa. Tra settembre e ottobre partecipa a 37 sfilate, inclusi Céline, Balenciaga, Prada e apre gli show di Dolce&Gabbana e Alexander Wang. Raggiunge il successo nel 2014, anche grazie alla sua somiglianza con Brigitte Bardot e Claudia Schiffer, venendo scelta come testimonial delle campagne pubblicitarie primavera/estate di Versace e Prada e quelle autunno/inverno di Moncler e Alexander Wang.
Nel 2015 viene fotografata da Steven Meisel per il Calendario Pirelli, accanto a modelle come Adriana Lima e Raquel Zimmermann, e viene incoronata modella dell'anno dal sito models.com. L'anno successivo viene scelta come testimonial del profumo The Scent di Hugo Boss, accanto all'attore Theo James.
Nel 2017 continua la sua collaborazione con Alexander Wang, e viene scelta come testimonial di Versace per la campagna primavera/estate, accanto alla modella Edie Campbell. Nel mese di marzo viene scelta come testimonial della linea Les Beiges di Chanel, in sostituzione di Gisele Bündchen e fotografata da Mario Testino.
Nel maggio del 2021 è sulla copertina di Vogue italia, fotografata da Oliver Hadlee Pearch.
Nel mese di novembre del 2023 appare di nuovo nella copertina di "Vogue" Italia, per un articolo intitolato "Senza fretta".

## Vita privata
Ewers vive a Williamsburg.

## Agenzie
- Model Management - Amburgo
- Women Management - New York, Parigi, Milano
- Storm Management - Londra

## Campagne pubblicitarie
- A-COLD-WALL (2019)
- Adidas Originals by Alexander Wang (2018)
- Alexander Wang P/E (2014-2018) A/I (2014-2015)
- AMI Paris A/I (2022)
- Balenciaga P/E (2016)
- B. Balenciaga Fragrance (2014-2017)
- Bottega Veneta (2019-2020)
- Calvin Klein (2016;2019)
- Calvin Klein SP19 Jeans Underwear Swimwear (2019)
- Chanel A/I (2015)
- Chanel Beauty (2017-2022)
- Chanel Pharrell Capsule Collection (2019)
- Chanel Resort (2020)
- Chanel Métiers d'art Paris-Hamburg (2018)
- Chanel Resort (2020)
- Chaos (2016)
- Colcci A/I (2017)
- David Yurman Holiday (2015) A/I (2018)
- Dior Rose des Vents (2018)
- Dior Watches (2018)
- DSquared2 Wood fragrance (2018)
- Etro P/E (2021)
- H&M (2015-2018, 2020)
- Hugo Boss P/E (2016)
- Hugo Boss The Scent For Her Fragrance (2016-2017)
- Isabel Marant P/E (2017-2019) A/I (2017-2019)
- Jil Sander ‘Sunset’ Fragrance (2022)
- Liu Jo A/I (2018-2019) P/E (2019)
- Louis Vuitton LV Diamonds (2023)
- Mango P/E (2015;2018;2020) A/I (2019)
- Marc Jacobs P/E (2015)
- Marc O'Polo P/E (2019-2021) A/I (2019-2020)
- Miu Miu A/I (2016)
- Miu Miu Resort (2018)
- Moncler A/I (2014)
- Moschino P/E (2015)
- Mytheresa A/I (2012)
- Prada P/E (2014, 2020)
- Ralph Lauren (2023)
- Versace P/E (2014;2017) A/I (2014)
- Zalando (2016)
- Zimmermann Resort (2022)